# Anneleen Van Bossuyt
Anneleen Van Bossuyt (Gent, 10 januari 1980) is Belgisch politica voor de N-VA en huidig minister van Asiel, Migratie, Maatschappelijke Integratie en Grootstedelijk Beleid in de Regering-De Wever I sinds 3 februari 2025.

## Levensloop
Van Bossuyt groeide op in Gent. Na haar humaniora behaalde ze in 2003 haar licentie in de rechten aan de Universiteit Gent en vervolgens vervolmaakte ze in 2004 haar studie in Europees recht aan de universiteit van Rennes. Na haar studie Europees recht in Frankrijk was ze van 2004 tot 2010 aan de slag als assistent bij het Europees Instituut van de rechtsfaculteit van de Universiteit Gent. In 2010 maakte ze de overstap naar de studiedienst van de N-VA, waar ze tot 2013 verantwoordelijk was voor het luik Europa en nadien was ze van 2013 tot 2015 als parlementair assistent werkzaam in het Europees Parlement. Van Bossuyt was ook betrokken bij het partijcongres van N-VA over confederalisme en bij de federale regeringsonderhandelingen van 2014. Daar voerde ze de onderhandelingen voor het luik Europa en buitenlands beleid.
In januari 2015 werd Van Bossuyt in opvolging van Louis Ide Europees parlementslid, een functie die ze uitoefende tot in 2019. Ze was actief in de commissie interne markt en consumentenbescherming (IMCO) en in de commissie industrie, onderzoek en energie (ITRE). Begin 2017 werd ze door de non-profitorganisatie Votewatch aangeduid als invloedrijkste Belg op het gebied van het Europese digitale en telecombeleid. In juni 2017 werd Van Bossuyt verkozen tot voorzitter van de IMCO-commissie. Hiermee was ze de eerste Vlaamse voorzitter van een Europese parlementscommissie. Sinds 2015 is ze eveneens bestuurder van het Vlaams-Europees Verbindingsagentschap.
Na interne ruzie in de Gentse N-VA-afdeling tussen Siegfried Bracke en Elke Sleurs, werd zij in januari 2018 naar voren geschoven als nieuwe lijsttrekker voor de gemeenteraadsverkiezingen in Gent. Ze verhuisde hiervoor van Melle, waar ze voorheen woonde, naar Gent. Ze werd met 5.879 voorkeursstemmen verkozen tot de Gentse gemeenteraad, waar ze N-VA-fractieleider werd. Bij de gemeenteraadsverkiezingen van oktober 2024 was Van Bossuyt opnieuw lijsttrekker voor N-VA in Gent. De partij boekte vijf procentpunt voorsprong en Van Bossuyt verdubbelde bijna haar persoonlijke score naar 10.683 voorkeurstemmen. Het opzetten van een stadsbestuur met het liberaal-socialistische kartel Voor Gent mislukte echter door de tegenstand bij de Gentse leden van het socialistische Vooruit, waardoor de partij in de oppositie bleef.
In september 2018 haalden de Europese N-VA-parlementsleden, waaronder ook Anneleen Van Bossuyt, de media omdat ze zich onthielden bij de stemming over het rapport van Nederlands parlementslid Judith Sargentini omtrent het inperken van de democratische vrijheden in Europa. De N-VA was, op het Vlaams Belang na, de enige Vlaamse partij die het rapport niet goedkeurde.
Bij de federale verkiezingen van mei 2019 was ze lijsttrekker van de Oost-Vlaamse N-VA-lijst en werd ze met 37.510 voorkeurstemmen verkozen in de Kamer van volksvertegenwoordigers. Ze werd er actief in de commissies Economie en Consumentenbescherming en Buitenlandse Betrekkingen. Bij de federale verkiezingen van juni 2024 was ze opnieuw lijsttrekker in Oost-Vlaanderen en werd ze met 31.925 voorkeurstemmen verkozen voor een tweede termijn in de Kamer, waar ze tot in februari 2025 bleef zetelen.
Sinds februari 2025 is Van Bossuyt federaal minister in de regering-De Wever, bevoegd voor Asiel en Migratie, Maatschappelijke Integratie en Grootstedenbeleid.

## Uitslagen verkiezingen
| Verkiezing                      | Kieskring       | Datum           | Lijst | Plaats op lijst | Voorkeursstemmen | Uitslag      | Partijuitslag binnen kieskring |
| ------------------------------- | --------------- | --------------- | ----- | --------------- | ---------------- | ------------ | ------------------------------ |
| Europese parlementsverkiezing   | Vlaanderen      | 25 mei 2014     | N-VA  | 2e opvolger     | 31.843           | 2e opvolger  | 26,67 %                        |
| Gemeenteraadsverkiezing         | Gent            | 14 oktober 2018 | N-VA  | 1e plaats       | 5.879            | 1e verkozene | 12,1 %                         |
| Federale parlementsverkiezingen | Oost-Vlaanderen | 26 mei 2019     | N-VA  | 1e plaats       | 37.510           | 1e titularis | 21,8 %                         |
| Federale parlementsverkiezingen | Oost-Vlaanderen | 9 juni 2024     | N-VA  | 1e plaats       | 31.925           | 1e titularis | 22,3 %                         |
| Gemeenteraadsverkiezing         | Gent            | 13 oktober 2024 | N-VA  | 1e plaats       | 10.683           | 1e titularis | 17,8 %                         |